# Pluridisciplinarité
Ne doit pas être confondu avec Interdisciplinarité ou Transdisciplinarité.
La pluridisciplinarité (ou multidisciplinarité), selon une conception de premier niveau, consiste à aborder un objet d'étude selon les différents points de vue de la juxtaposition de regards spécialisés. Il s'agit ainsi de faire coexister (que ce soit consciemment ou non) le travail de plusieurs disciplines à un même objet / sujet d'étude.  L'objectif de la pluridisciplinarité est ainsi d'utiliser la complémentarité intrinsèque des disciplines pour la résolution d'un problème.

## Intérêts
Cette conception plurale ne suppose pas et ne mène que rarement à une rencontre des approches pouvant provoquer la modification réciproque des travaux disciplinaires. De plus, dans le domaine des sciences humaines et sociales en France, cette pratique pose la question de la pertinence de recouper ces informations dépareillées, si bien que selon Bernard Merdrignac, « c’est plus souvent — au mieux — un vœu pieux (qui tourne parfois à l’incantation) qu’une démarche couramment mise en pratique par les chercheurs, quand — au pire — elle n’est pas bridée par les institutions ».
Ainsi selon une conception de deuxième niveau, il s'agit de faire usage de cette juxtaposition de disciplines sans mettre en évidence les liens nécessaires qui en fondent l'objectif. Une des conséquences directes de ces discours étanches entre eux, voire concurrents, est le morcellement de l'objet d'étude. 
Il est régulièrement cité certains effets pervers de cette démarche dans le champ des pratiques thérapeutiques. En effet, l'accompagnement multidisciplinaire est, dans le domaine thérapeutique plus qu'ailleurs, souligné comme devant être parfaitement synchronisé afin d'éviter de possibles incompatibilités entre différents accompagnements d'origines disciplinaires.
Cette approche s'oppose à celles de l'interdisciplinarité (étude d'un même sujet par entrecroisement des disciplines) et de la transdisciplinarité (où les disciplines, plus que de communiquer entre elles, interagissent en se modifiant les unes les autres, la limite des disciplines devenant alors très floues).
Face à l'échec régulier de la pratique pluridisciplinaire, on observe ainsi fréquemment deux types de conduites différentes, l'une menant au retour à des pratiques monodisciplinaires, l'autre menant à passer soit à une pratique transdisciplinaire, soit à une pratique - plus ambitieuse mais aussi plus exigeante - interdisciplinaire.
La difficulté de cette démarche peut trouver sa source dans la description du nexialisme, en effet, le problème principal de la démarche résidant dans la connaissance générale suffisante de tous les acteurs et/ou à la présence d'un médiateur/traducteur destiné à faire le lien entre les différentes disciplines.